# Opstand in Tibet (1911)
De Opstand in Tibet van 1911 verwijst naar een radicale botsing in de regio rondom de hoofdstad van Tibet, Lhasa, naar aanleiding van de Opstand van Wuchang op 10 oktober van hetzelfde jaar. De opstand in Tibet liep parallel aan de Xinhai-revolutie die zou leiden tot het einde van de Qing-dynastie onder leiding van Sun Yat-sen. Feitelijk betekende de revolutie voor Tibet een periode van onafhankelijkheid tot de communistische overname in 1950-1.